# Brávellir
Brávellir (en nórdico antiguo) o Bråvalla (en sueco moderno) fue el nombre de una planicie localizada en el centro de Östergötland (Götaland oriental), Suecia según las fuentes y sagas nórdicas.
El lugar se menciona como lugar donde se celebró la legendaria batalla de Bråvalla, y en Helgakviða Hundingsbana I, donde Sinfjotli tenía su hacienda:
| Sinfiotli qvaþ: «Þv vart brvþr Grana a Bravelli, gvllbitlvþ vart gor til rasar; hafda ec þer moþri mart sceiþ riþit, svangri vnd sa/þli, simvl! forbergis. | Sinfjotli dijo: "Fuiste la novia del caballo Grani estuviste en Brávellir; equipada con riendas doradas, y estabas lista para correr; te cabalgué hasta el agotamiento colina abajo bastante a menudo, delgada, como eras, bajo la silla de montar, locura!" |

No obstante, el emplazamiento ha sido discutido ya que la tradición emplaza la batalla de Bråvalla cerca del lago Åsnen en la provincia de Småland. En otras fuentes más antiguas, como la saga Hervarar cita expresamente Brávelli í eystra Gautlandi (Bråvalla en Östergötland) y en  Sögubrot af nokkrum fornkonungum especifica que la batalla tuvo lugar al sur de Kolmården, zona que separaba Suecia de Östergötland y donde se encuentra Bråviken:
..Kolmerkr, er skilr Svíþjóð ok Eystra-Gautland ... sem heitir Brávík.
En la leyenda de Blenda, un ejército de mujeres se reunió en Brávellir.